# Szpital na peryferiach po dwudziestu latach
Szpital na peryferiach po dwudziestu latach (cz. Nemocnice na kraji města po dvaceti letech) – trzynastoodcinkowa kontynuacja słynnego w latach 70. i 80. czechosłowackiego serialu Szpital na peryferiach przedstawiającego życie małego czechosłowackiego szpitala.

## Obsada
- Ladislav Chudík: Dr Sova
- Tatiana Vilhelmová: Veronika Blažejová
- Josef Dvořák: Václav Pěnkava
- Igor Čillík: Pan Horváth
- Josef Abrhám: dr Arnošt Blažej
- Eliška Balzerová: dr Alžběta Čeňková
- Andrea Čunderlíková: Ina Blažejová
- Jaromír Hanzlík: Roman Jáchym
- Iva Janžurová: Marta Pěnkavová
- Daniela Kolárová: Kateřina Sovová
- Hana Maciuchová: Pani Blažejová-Bártová
- František Němec: dr Řehoř
- Josef Somr: inż. Pekař
- Josef Vinklář: dr Cvach
- Saša Rašilov (III): Arnošt Blažej
- Ondřej Brousek: Jan Blažej
- Zuzana Dřízhalová: Eliška Králová
- Martin Dejdar: Vojíř jr
- Jiří Hálek: Vojíř sr
- Tomás Töpfer: dr Machovec
- Barbora Hrzánová: dr Machovcová
- Robert Jašków: dr Novosad
- Naďa Konvalinková: Máša
- Jiří Langmajer: inż. Verner
- Simona Postlerová: Vernerová
- Radek Zima: dr Hynek Klobouk
- Daniela Šinkorová: dr Nada Šulcová
- Jana Sováková: Ána
- Marek Vašut: Pan Hamouz

## Odcinki
| Nr odcinka | Tytuł                | Opis |
| ---------- | -------------------- | --- |
| 1          | Tajemnica            | Po 20 latach w życiu personelu wiele się zmieniło: przybyło im lat, dzieci wyrosły, w kraju zaszły ważne zmiany. Z nowymi zjawiskami niekiedy trudno się pogodzić. Ordynator oddziału ortopedii, Arnošt Blažej, od ponad 20 lat jest niemal władcą absolutnym w pracy i w domu. W szpitalu wiernie wspiera go doktor Alžběta Čeňková, dla której praca stanowi sens życia. W domu u boku Blažeja niewzruszenie trwa skromna i cierpliwa żona Ina. Pewnego dnia ręka odmawia ordynatorowi posłuszeństwa, wracają bolesne skurcze. Pełen obaw Blažej czuje, że nadchodzi pora zasadniczych zmian, w szpitalu pracuje bowiem wielu jego potencjalnych następców, którym marzy się stanowisko ordynatora. Wśród najgroźniejszych rywali jest 50-letni doktor Mirek Machovec, który od lat marzy o takim awansie, oraz młody i zdolny doktor Petr Novosad, który – jak się wydaje – świetnie nadawałby się do tej roli. Zagrożony Blažej chce jednak utrzymać wiadomość o swoich kłopotach z niesprawną ręką w ścisłej tajemnicy. |
| 2          | Oszczerstwo          | Arnošt Blažej wybiera się z żoną i synem do córki z pierwszego małżeństwa na uroczystość rozdania dyplomów absolwentom wydziału prawa. Coraz częściej mówi się o prywatyzacji szpitala. W tej sprawie przyjeżdża z Niemiec syn byłego ordynatora ortopedii – Karel Sova. Proponuje Blažejowi spółkę. Ordynator odmawia udzielenia wywiadu lokalnej gazecie. Dziennikarz na własną rękę zbiera informacje. Publikuje nieautoryzowany artykuł, oskarżający Blažeja. Personel szpitala żyje sensacyjnymi doniesieniami z prasy. |
| 3          | Beton                | Artykuł oczerniający ordynatora Arnošta Blažeja wzbudza coraz więcej emocji. Za radą rodziny Blažej decyduje się na wniesienie oskarżenia przeciwko nierzetelnemu dziennikarzowi. Tymczasem siostra oddziałowa opowiada się po stronie Kamili. Przeciwstawia się pacjentom, którym przeszkadza obecność Cyganki. Doktor Alžběta Čeňková jest zaniepokojona pogarszającym się stanem starszego pacjenta, którego operowała w zastępstwie ordynatora Blažeja. Syn chorego, adwokat Vojíř, oskarża szpital o zaniedbania i złą opiekę nad ojcem. |
| 4          | Druga rodzina        | Arnošt Blažej decyduje się na wniesienie oskarżenia przeciwko autorowi oczerniającego artykułu. W imieniu ordynatora występuje jego córka z pierwszego małżeństwa, Veronika. Burmistrz Jachym, były mąż Iny, obecnej żony Blažeja, nalega, by doktor podjął w tej sprawie zdecydowane kroki. Obawia się bowiem, że oszczerstwa nierzetelnego dziennikarza doprowadzą do skandalu, który mógłby zahamować proces prywatyzacji szpitala. Zarząd placówki zmusza doktor Alžbětę Čeňkovą do wzięcia urlopu na czas rozpatrywania sprawy pacjenta Vojířa. |
| 5          | Spowiedź             | Córka ordynatora Blažeja, Veronika, występuje w imieniu ojca w procesie przeciwko dziennikarzowi Chalupie. Młoda prawniczka wygrywa sprawę. Mimo jej usilnych starań nie dochodzi do poprawy chłodnych stosunków z ojcem. Bracia Kamili rozprawiają się z Matějem Pěnkavą. Doktor Dana Králová nie może się pogodzić z myślą, że jej córka zakochała się w Hynku Klobouku. Eliška nalega, by matka powiedziała jej, kim jest jej ojciec. Żona doktora Machovca przyznaje się, że Chalupa od niej uzyskał informacje o Blažeju. |
| 6          | Oczyszczenie         | Autor artykułu oczerniającego Arnošta Blažeja przeprasza ordynatora na łamach gazety. Niestety, to nie koniec kłopotów ordynatora. Pojawiają się naciski, by odszedł ze stanowiska. Blažej zastanawia się, kto sprzedał dziennikarzowi informacje na jego temat. Dumny ordynator nie może znieść myśli, że jego praca została negatywnie oceniona. Zaczyna wszystkich podejrzewać. Wkrótce dowiaduje się, że za projektem prywatyzacji szpitala stoi były kolega z ortopedii, doktor Cvach, obecny wiceminister. Zrażony tym faktem Blažej chce odstąpić od projektu. |
| 7          | Pułapka              | Doktor Machovec domyśla się, że ordynator ma problemy z ręką. Zaczyna go szantażować. Chciałby przejąć kierownictwo oddziału ortopedii. Ordynator prosi o radę Karela Sovę. Jednak kolega uważa, że prędzej czy później będą musieli ustąpić miejsca młodszemu pokoleniu. Alžběta Čeňková podczas przymusowego urlopu zaprzyjaźnia się z synkiem sąsiadki. Stan psychiczny lekarki znacznie się pogarsza, gdy matka dziecka zabrania Alžběcie spotkań z Miszą. Wspólnik Václava Pěnkavy okazuje się oszustem. |
| 8          | Sytuacja bez wyjścia | Blažej szuka kogoś, z kim mógłby szczerze porozmawiać i zwierzyć się z kłopotów. Odwiedza syna. Okazuje się, że Jan przerwał studia medyczne i próbuje sił w teatrze. Rozczarowany ordynator znajduje pocieszenie w ramionach doktor Šulcovej. Profesor Gregory Řehoř podczas przyjęcia pożegnalnego dotychczasowego dyrektora szpitala wyznaje Danie Kralovej, że Eliška uważa go za ojca. Gregory byłby bardzo szczęśliwy, gdyby to była prawda. Václav Pěnkava ma milionowe długi. Gdy dochodzi do kłótni z żoną, wypędza z domu Kamilę i syna. |
| 9          | Na starcie           | Prywatyzacja szpitala nabiera tempa. Cvach zostaje dyrektorem placówki. Ordynator Blažej, Karel Sova i jego żona zasiadają w zarządzie. Doktor Alžběta Čeňková odchodzi ze szpitala. Václav Pěnkava jest załamany ucieczką wspólnika, Halmana. Na domiar złego pracownicy obwiniają go o to, że zostali bez środków do życia. Tymczasem Eliška Králová wychodzi za mąż za doktora Hynka Klobouka. Obecny na ślubie profesor Gregory Řehoř jest uważany za ojca panny młodej. Dana Králová ma wyrzuty sumienia, że nie powiedziała córce prawdy. |
| 10         | Synowie              | Pojawiają się problemy związane z prywatyzacją szpitala. Ordynator Blažej jest zaniepokojony komplikacjami tego procesu. Nadal łączy go romans z doktor Nadią Šulcovą, jednak ma dla niej mniej czasu. W rodzinie Pěnkavów wciąż panuje ciężka atmosfera. Václav ukrywa się w domu i nie chce z nikim rozmawiać. Syn Matěj i synowa Kamila są obrażeni. Spełniło się marzenie Alžběty Čeňkovej. Praca opiekunki do dzieci sprawia jej dużą satysfakcję. Zaprzyjaźnia się z małą podopieczną. Paulinka jest córką rozwiedzionego biznesmena, Hamouza. |
| 11         | Zacisnąć zęby        | Proces prywatyzacji szpitala przestaje się posuwać naprzód. Pracownicy pokładają ostatnie nadzieje w Blažeju. Pochłonięty problemami z prywatyzacją ordynator nie ma czasu ani dla kochanki, ani dla poważnie chorej żony. Syn ordynatora ma przywieźć na badania do szpitala Inę Blažejovą. Młody doktor rozpoczął właśnie pracę u boku ojca. Doktor Machovec czuje się niedoceniony, jego małżeństwo przeżywa kryzys. Alžbětę Čeňkovą, zaprzyjaźnioną z podopieczną Paulinką, łączą też bliskie stosunki z rozwiedzionym ojcem dziewczynki, inżynierem Hamouzem. |
| 12         | Diagnoza             | Sytuacja szpitala komplikuje się. Ciężar kierowania placówką spada na ordynatora Blažeja. Doktor Machovec wraca na łono rodziny. Alžběta Čeňková odkrywa, że inżynier Hamouz nadal kocha żonę. Mała Paulinka zostaje ranna w wypadku samochodowym. Doktor Čeňková przejmuje po niezdecydowanym doktorze Hynku operację złamanej ręki dziewczynki. Václav Pěnkava nie chce się dłużej ukrywać. Postanawia odnaleźć nieuczciwego wspólnika. Wkrótce wszczyna awanturę z domniemanym Halmanem. |
| 13         | Obietnica            | Operacja Iny Blažejovej przebiega pomyślnie. Ordynator Blažej musi pogodzić się z myślą, że jego kariera jako chirurga ortopedy dobiega końca. Decyduje się ratować szpital po nieudanej próbie prywatyzacji. Przejmuje obowiązki dyrektora. Namawia Novosada do powrotu do pracy. Chce, by doktor zajął po nim stanowisko ordynatora oddziału ortopedii. Eliška zamierza wyprowadzić się od matki. Postanawia rozpocząć z mężem samodzielne życie. W rodzinie Pěnkavów i Horváthów dochodzi do pojednania. Młody Arnošt Blažej zakochuje się w siostrze Monice. |